# Llano de la Cruz
Llano de la Cruz è un comune (corregimiento) della Repubblica di Panama situato nel distretto di Parita, provincia di Herrera. Si estende su una superficie di 10,6 km² e conta una popolazione di 325 abitanti (censimento 2010).